# Consonne occlusive dentale sourde
La consonne occlusive dentale sourde est un son consonantique. Son symbole dans l'alphabet phonétique international est [t], un T minuscule, mais celui-ci peut aussi représenter une consonne occlusive alvéolaire sourde ; la dentale et l’alvéolaire peuvent être distinguées en utilisant [t̪] avec le signe diacritique indiquant l’articulation dentale et [t], sans signe diacritique, ou [t͇], avec le signe diacritique des extensions de l’alphabet phonétique international, pour l’articulation alvéolaire.
Selon les langues, il peut être plein [t̪], aspiré [t̪ʰ], etc.

## Caractéristiques
La consonne occlusive dentale sourde possède les caractéristiques suivantes :
- Son mode d'articulation est occlusif : elle est produite en obstruant le flux de l'air dans le canal vocal.
- Son point d’articulation est dental : elle est articulée avec la langue sur les dents inférieures ou supérieures, ou les deux.
- Sa phonation est sourde : elle est produite sans vibration des cordes vocales.
- C'est une consonne orale : l'air ne s’échappe que par la bouche.
- C'est une consonne centrale : elle est produite en laissant l'air passer au-dessus du milieu de la langue, plutôt que par les côtés.
- Son mécanisme de courant d'air est égressif pulmonaire : elle est articulée en poussant l'air par les poumons et à travers le canal vocal, plutôt que par la glotte ou la bouche.

## Langues
La consonne occlusive dentale sourde est un son assez courant :
- Elle est écrite par la lettre ‹ t › dans la plupart des langues romanes, dont le français.
- Plusieurs langues indiennes, comme le hindi, font la distinction entre un [t̪] plein et un [t̪ʰ] aspiré.
- En finnois, l'occlusive dentale contraste avec l'occlusive alvéolaire, bien que celle-ci soit typiquement voisée ou battue. Dans les mots finnois natifs, l'occlusive alvéolaire n'apparaît que comme un adoucissement de l'occlusive dentale.
- En anglais et en allemand, le /t/ n'est pas dental mais alvéolaire [t] et souvent aussi aspiré [tʰ].

## Sources
- (en) Martin J. Ball et Nicole Müller, Phonetics for communication disorders, Psychology Press, 2005 (ISBN 0-8058-5363-4 et 9780805853636)
- (en) International Phonetic Association, Handbook of the International Phonetic Association : a guide to the use of the International Phonetic Alphabet, Cambridge, UK ; New York, NY, Cambridge University Press, 1999, 204 p. (ISBN 978-0-521-63751-0 et 0521637511, lire en ligne)